# Angelina Jolie
Vous lisez un « bon article » labellisé en 2009.
Pour les articles homonymes, voir Voigt et Jolie.
Angelina Jolie [ænd͡ʒeˈliːnɪ d͡ʒoʊˈliː], née le 4 juin 1975 à Los Angeles (Californie), est une actrice, réalisatrice, scénariste, productrice, mannequin, écrivaine et ambassadrice de bonne volonté américano-cambodgienne. Elle a reçu trois Golden Globes, deux Screen Actors Guild Awards et un Oscar du cinéma.
Elle commence sa carrière d'actrice avec le film à petit budget Cyborg 2 : Glass Shadow (1993), alors qu'elle n'est âgée que de 18 ans. Son premier rôle principal dans un film important est dans Hackers, en 1995. Elle joue ensuite dans George Wallace et Anatomie d'un top model, téléfilms biographiques acclamés par la critique. Angelina Jolie remporte l’Oscar de la meilleure actrice dans un second rôle pour sa prestation dans Une vie volée (1999). L'actrice continue son ascension avec 60 secondes chrono (2000), qui obtient un franc succès au box-office. Elle atteint par la suite une grande notoriété avec l'interprétation de l'héroïne de jeu vidéo Lara Croft dans Lara Croft : Tomb Raider (2001) et s'impose par la suite comme l'une des actrices les plus célèbres et les mieux payées d'Hollywood. Ses films les plus lucratifs ont été Mr. et Mrs. Smith (2005), Wanted : Choisis ton destin (2008), Kung Fu Panda (2008), Salt (2010) et The Tourist (2010). Elle joue également dans des drames plus intimistes comme Un cœur invaincu (2007) et L'Échange (2008).
Ambassadrice de bonne volonté, elle a défendu diverses causes humanitaires à travers le monde et est réputée pour son travail en faveur des réfugiés avec le Haut Commissariat des Nations unies pour les réfugiés. Angelina Jolie est également une femme engagée pour la protection de la nature et des animaux. Elle est une amie fidèle du Dr Jane Goodall et membre de l'Institut Jane Goodall France. Elle a déjà été désignée comme l'une des plus belles femmes du monde et sa vie hors-caméras est suivie de très près.
Divorcée des acteurs Jonny Lee Miller et Billy Bob Thornton, Angelina Jolie vit ensuite avec l'acteur Brad Pitt, avec qui elle se marie en France en 2014. Le couple a adopté trois enfants et a eu trois enfants biologiques. Le 20 septembre 2016, leur divorce est annoncé publiquement.
En décembre 2024, elle-même et Brad Pitt ont conclu un accord de divorce, ce qui met fin à l'un des divorces les plus longs de l'histoire de Hollywood.

## Biographie

### Jeunesse (1975-1993)

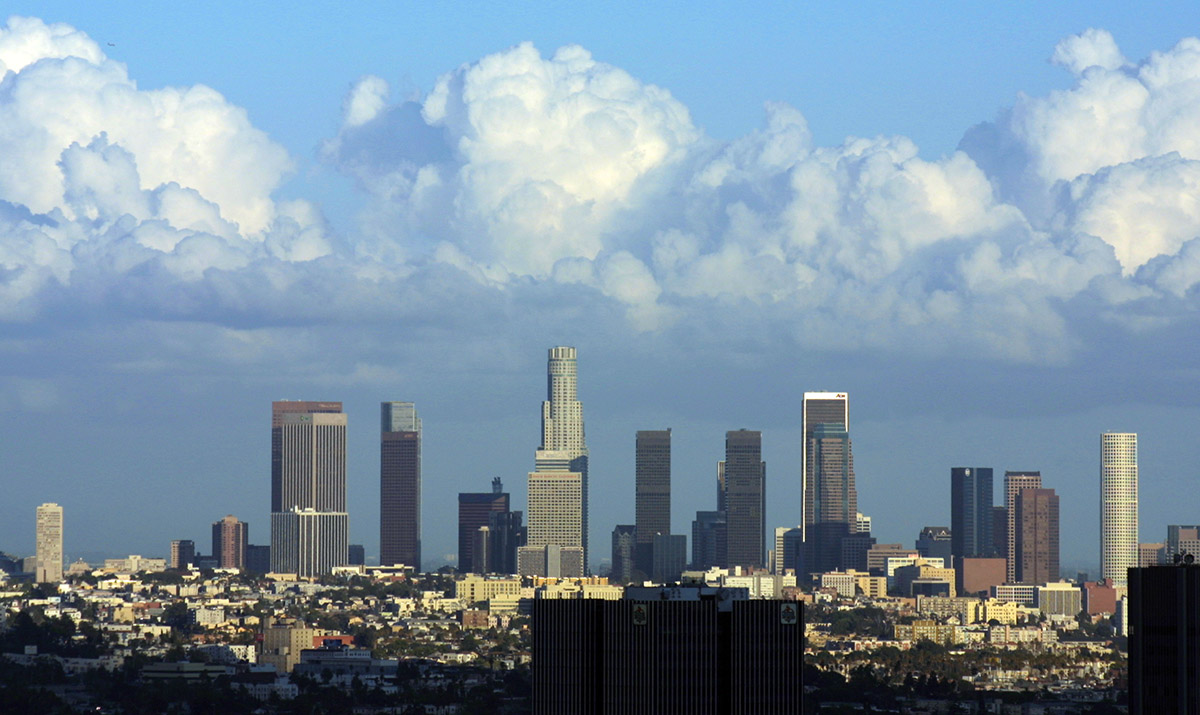
Los Angeles, ville natale d'Angelina Jolie.

Née à Los Angeles, États-Unis, Angelina Jolie Voight est la fille des acteurs Jon Voight et Marcheline Bertrand. Elle est la nièce de Chip Taylor, la sœur de James Haven, et la filleule de Jacqueline Bisset et Maximilian Schell. Du côté de son père, Angelina Jolie est d'origine allemande et slovaque,, et du côté de sa mère, d'origine Canadienne française et peut-être iroquoise,. Cependant, Jon Voight fait valoir que son ex-conjointe, Marcheline Bertrand, n'était « pas vraiment iroquoise ». Après la séparation de ses parents en 1976 et leur divorce en 1977, Angelina Jolie et son frère sont élevés par leur mère, qui abandonne ses ambitions d'actrice et déménage avec eux à Palisades, dans l'État de New York,. Enfant, Angelina Jolie regardait régulièrement des films avec sa mère et explique plus tard que c'est cela qui l'avait inspirée pour sa carrière d'actrice et non l'influence de son père. Alors qu'elle est âgée de onze ans, la famille retourne à Los Angeles, Angelina Jolie décide de devenir actrice et s'inscrit au Lee Strasberg Theatre Institute, où elle suit des cours pendant deux ans.
À l'âge de quatorze ans, elle abandonne ses cours de comédie. Durant cette période, la future actrice porte des vêtements noirs, teint ses cheveux en noir et danse le pogo avec son petit ami Anton qui a emménagé chez elle. Elle déclare que ce fut la période la plus sombre de sa vie, en effet Angelina aurait connu des addictions causées par la pression sociale. Alors qu'elle n'a que 19 ans, Angelina achète son premier appartement qui se trouve seulement à quelques pâtés de maisons de sa mère. Elle reprend ses études de comédie et obtient son diplôme d'études secondaires ; récemment, elle évoquait cette période en disant : « Au fond, je suis encore et serai toujours juste une gamine punk. » Elle évoque plus tard l'époque où elle était étudiante à la Beverly Hills High School ainsi que son sentiment de solitude parmi les enfants de certaines des familles les plus riches de la région. La mère d'Angelina Jolie vit avec un revenu modeste, et Angelina Jolie porte souvent des vêtements de seconde main. Les autres élèves se moquent de sa minceur, de ses lunettes et de son appareil dentaire. Son estime de soi diminue encore lorsque ses velléités de devenir mannequin s'avèrent infructueuses. Elle commence à s'automutiler, commentant plus tard : « Je collectionnais des couteaux […]. Pour plusieurs raisons, le rituel de l'automutilation, qui me permettait de ressentir la douleur, de me sentir vivante et qui me libérait en quelque sorte, a été thérapeutique pour moi. » Elle commence à travailler comme mannequin à 16 ans, principalement à Los Angeles, New York et Londres. À cette époque, elle apparaît également dans de nombreux clips, notamment ceux de Meat Loaf (Rock and Roll Dreams Come Through), Antonello Venditti (Alta Marea), Lenny Kravitz (Stand By My Woman), et The Lemonheads (It's About Time). À l'âge de 16 ans, Angelina Jolie retourne au théâtre et joue son premier rôle, celui d'une dominatrice allemande. Elle apprend des choses grâce à son père, qui préconise comme méthode d'observer les gens pour devenir comme eux. Durant cette période, leur relation s'apaise. Elle obtient son diplôme de fin d'études en juin 1993.
Interrogée plus tard sur son adolescence, Angelina déclare : « Beaucoup de personnes me collent une image de « fille sauvage » mais ce n'est pas du tout le genre d'adolescente que j'étais, bien au contraire. Alors oui, je n'étais pas coquette j'étais même plutôt garçon manqué parfois mais c'est seulement parce que j'ai grandi entourée de garçons, à savoir mon frère et mes cousins. Je n'étais pas la fille la plus populaire du lycée, d'ailleurs je n'avais pas beaucoup d'amis, je n'arrivais pas à faire confiance aux gens ; il y avait tellement d’hypocrites autour de nous que je préférais m'isoler dans ma chambre. Je ne suis sortie qu'avec un seul garçon au lycée (Anton) et mes confidents étaient ma mère et mon frère. Au fond, j'étais juste une adolescente anxieuse qui n'avait pas confiance en elle. »
Angelina Jolie reste longtemps séparée de son père. Ils essaient de se réconcilier et il apparaît avec elle dans le film Lara Croft : Tomb Raider (2001). En juillet 2002, Angelina Jolie dépose une demande pour changer légalement son nom en « Angelina Jolie », délaissant le nom Voight ; le changement de nom est rendu officiel le 12 septembre 2002. En août de la même année, Jon Voight déclare que sa fille a « de graves problèmes mentaux » au cours du programme de télévision Access Hollywood. Angelina Jolie indique ensuite qu'elle ne souhaite plus se rapprocher de son père et fait remarquer : « Mon père et moi ne nous parlons pas. Je ne nourris aucune haine envers lui. Je ne pense pas que la famille de quelqu'un vienne de son sang. Mon fils est adopté et la famille y a gagné. » Elle déclare qu'elle ne souhaite pas communiquer la raison de son éloignement avec son père ; mais parce qu'elle a adopté son fils, elle estime qu'il n'est pas essentiel pour elle d'entretenir des liens avec son père.

### Débuts (1993-1997)
Angelina Jolie commence sa carrière lorsqu'elle décroche son premier rôle principal, celui de Casella Reese aussi surnommée « Cash », dans le film à petit budget Glass Shadow. Le succès du film n'étant pas au rendez-vous, Angelina se dit « déçue d'avoir fait autant d'efforts pour si peu ». En 1993, elle joue également dans un second film à petit budget, Cyborg. À la suite d'un rôle secondaire dans le film indépendant Without Evidence, l'actrice joue le rôle de Kate Libby aussi surnommée « Acid Burn » dans son premier film hollywoodien, Hackers (1995), sur le tournage duquel elle rencontre son premier mari, Jonny Lee Miller. The New York Times écrit : « Kate (Angelina Jolie) s'est démarquée. […] Malgré les attitudes mornes, exigées par ce rôle, Mme Jolie a le doux regard de chérubin de son père, Jon Voight. Le film est un échec au box-office, mais devient un film culte après sa sortie en vidéo. » Dans le road movie Mojave Moon (1996), elle interprète une jeune fille, Eleanor Rigby, qui rabat le personnage de Danny Aiello sur sa mère. Elle joue le rôle de Gina Malacici dans la comédie romantique Love Is All There Is (1996), une adaptation moderne et de façon assez libre de Roméo et Juliette, mettant en opposition deux familles italiennes rivales dans le Bronx, à New York. En 1996, Angelina Jolie joue également le rôle de Margret « Legs » Sadovsky, une des cinq jeunes filles rebelles au centre du film Foxfire.
En 1997, Angelina Jolie est la vedette, avec David Duchovny, du thriller Le Damné (Playing God), qui se déroule à Los Angeles. Le film n'est pas bien reçu par la critique, et Roger Ebert écrit que « Angelina Jolie présente un certain enthousiasme dans un genre de rôle qui est habituellement difficile et agressif ; elle a l'air trop gentille pour être la petite amie [d'un criminel]. » Elle apparaît ensuite dans le téléfilm Sœurs de cœur, un drame historique se déroulant dans l'Ouest américain, tiré du livre de Janice Woods Windle. La même année, elle est présente dans le clip vidéo du single Anybody Seen My Baby?, des Rolling Stones.
La carrière au cinéma d'Angelina Jolie prend un nouvel élan après son interprétation de Cornelia Wallace dans le film biographique de 1997 George Wallace, pour lequel elle remporte un Golden Globe et est nommée pour un Emmy Award. Gary Sinise y joue le rôle du gouverneur de l'Alabama George Wallace. Le film, réalisé par John Frankenheimer, est salué par la critique et reçoit notamment le Golden Globe de la meilleure minisérie ou du meilleur téléfilm. Angelina Jolie y joue la seconde femme de l'ancien Gouverneur ségrégationniste qui est victime d'une tentative d'assassinat en 1972, durant la campagne pour l'élection présidentielle, ce qui entraîne sa paralysie.

### Percée (1998-2000)
En 1998, Angelina Jolie joue dans le téléfilm Anatomie d'un top model, diffusé sur la chaîne HBO, mettant en vedette le top modèle Gia Carangi. Le film dépeint un monde baignant dans le sexe et la drogue, et raconte la destruction de la vie et de la carrière de Carangi, qui est toxicomane, et de sa maladie, celle du SIDA. Vanessa Vance de Reel.com écrit « Angelina Jolie a obtenu une grande reconnaissance grâce à son rôle de Gia, et on voit facilement pourquoi. Jolie est intense dans son interprétation — mêlant nervosité, charme et désespoir. » Pour la deuxième année consécutive, Angelina Jolie remporte un Golden Globe Award et est nommée pour un Emmy Award. Elle remporte également son premier Screen Actors Guild Award. Conformément à la méthode de Lee Strasberg, Angelina Jolie préfère rester dans son personnage entre deux scènes lors de plusieurs de ses premiers films, et acquiert donc la réputation d'être une actrice difficile à gérer. Après Femme de rêve, Angelina Jolie va à New York et interrompt sa carrière d'actrice pour une courte période, pensant qu'elle n'a « plus rien d'autre à donner ». Elle s'inscrit à l'Université de New York pour étudier la réalisation et prend des cours pour devenir scénariste. Elle déclare que cette époque a été « une bonne période pour se recueillir sur elle-même » dans Inside the Actors Studio.
Elle revient au cinéma pour interpréter Gloria McNeary dans le film de 1998 Urban Jungle et apparaît la même année dans La Carte du cœur, pour jouer aux côtés de Sean Connery, Gillian Anderson, Ryan Phillippe et Jon Stewart. Le film reçoit des critiques plutôt positives. Le jeu d'actrice d'Angelina Jolie est notamment salué et elle se voit décerner le Breakthrough Performance Award du National Board of Review.
En 1999, elle est à l'affiche de la comédie dramatique Les Aiguilleurs, réalisée par Mike Newell, avec John Cusack, Billy Bob Thornton et Cate Blanchett. Angelina Jolie y joue la femme séduisante de Thornton. Le film reçoit un accueil mitigé de la part des critiques, et le personnage de Jolie est particulièrement épinglé. The Washington Post écrit « Mary (Angelina Jolie), une création de scénariste grotesque d'une femme libre d'esprit qui se lamente sur la mort de ses hibiscus, porte une collection de bagues turquoises et se sent seule quand Russell passe des nuits entières loin de la maison. » Elle tourne ensuite avec Denzel Washington dans Bone Collector (1999), adaptation cinématographique du roman de Jeffery Deaver. Elle y tient le rôle d'Amelia Donaghy, une policière hantée par le suicide de son père, et qui va aider Denzel Washington à contre-cœur dans sa traque d'un tueur en série. Le film engendre 151 millions de dollars de recettes au niveau mondial, mais reçoit un mauvais accueil de la part de la critique. Le Detroit Free Press conclut : « Jolie, tout en étant toujours délicieuse à regarder, n'est tout simplement et malheureusement pas adaptée au rôle. » Angelina Jolie obtient le rôle secondaire de la sociopathe Lisa Rowe dans Une vie volée (1999), un film narrant l'histoire d'une malade mentale, Susanna Kaysen, et qui est adapté de l'autobiographie de Kaysen, sortie en 1993. Alors que Winona Ryder y joue le personnage principal, espérant faire un retour en force, le film marque plutôt la percée définitive d'Angelina Jolie à Hollywood. Elle remporte son troisième Golden Globe Award, son deuxième Screen Actors Guild Award et un Oscar de la meilleure actrice dans un second rôle.
En 2000, Angelina Jolie apparaît dans son premier blockbuster estival, 60 secondes chrono, film dans lequel elle joue Sarah « Sway » Wayland, l'ex-petite amie du braqueur de voitures interprété par Nicolas Cage. Elle y tient donc un petit rôle et le Washington Post critique le fait que « tout ce qu'elle fait dans le film » est de la figuration. Elle explique que ce film a été pour elle un soulagement, après le rôle difficile de Lisa Rowe. Il devient son plus gros succès au box-office jusque-là, rassemblant 237 millions de dollars à l'international.

### Succès (2001-2006)

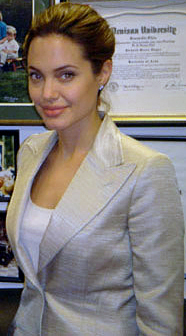
À une séance de photos à Washington, en 2005.

Au début des années 2000, les films d'Angelina Jolie, malgré la reconnaissance de ses talents de comédienne, ne sont pas tous de grands succès commerciaux. Le triomphe commercial de Lara Croft : Tomb Raider achève de faire d'elle une célébrité internationale. Pour cette adaptation au grand écran du jeu vidéo Tomb Raider, Angelina Jolie doit adopter un accent britannique et se soumettre à une formation approfondie d'arts martiaux, afin de pouvoir jouer le rôle principal du film, celui de Lara Croft. Elle est félicitée pour ses performances physiques, mais le film recueille des critiques essentiellement négatives. Slant Magazine écrit : « Angelina Jolie est née pour le rôle de Lara Croft », mais critique ensuite le réalisateur du film, Simon West. Le film est toutefois un succès international et engrange 335 millions de dollars de recettes mondialement.
Angelina Jolie joue ensuite face à Antonio Banderas dans Péché originel (2001), où elle incarne une jeune femme américaine, Julia Russell. Péché originel, thriller tiré du roman Valse dans les ténèbres écrit par William Irish en 1947, reçoit un accueil désastreux de la part de la critique. The New York Times écrit : « L'histoire plonge plus bas que le décolleté de Madame Jolie. » En 2002, elle joue le rôle de Lanie Kerrigan dans 7 jours et une vie, un film axé sur une journaliste de télévision ambitieuse qui apprend qu'elle va mourir dans une semaine. Le film est mal reçu par la critique, bien que la prestation d'Angelina Jolie ait suscité de bonnes réactions. Paul Clinton, de CNN, fait remarquer que « Jolie est excellente dans son rôle. En dépit des nombreuses maladresses de scénario au milieu du film, cette actrice oscarisée est très crédible dans son voyage vers la découverte de soi et de la réelle signification d'une vie bien remplie. »
Angelina Jolie reprend son rôle de Lara Croft dans Lara Croft : Tomb Raider, le berceau de la vie, en 2003. Le berceau de la vie, qui n'a pas été aussi rentable que le premier épisode, réunit 156 millions de dollars au box-office mondial. La même année, l'actrice apparaît dans Sans frontière, un film axé sur les problèmes humanitaires en Afrique. Tout en reflétant l'intérêt réel d'Angelina Jolie pour l'aide humanitaire, le film échoue autant sur le plan critique que commercial. En 2004, Angelina Jolie joue aux côtés d'Ethan Hawke dans Taking Lives, destins violés. Elle y incarne Illeana Scott, une agente spéciale du FBI envoyée à Montréal pour tenter de pénétrer l'esprit d'un tueur en série. L'accueil critique du film est mitigé et The Hollywood Reporter conclut : « Angelina Jolie joue un rôle qui ressemble à quelque chose qu'elle a déjà fait, mais elle ajoute ainsi une touche unique d'excitation et de glamour. »
Elle est la voix de Lola dans le film d'animation Gang de requins (2004) et fait une brève apparition dans le film de science-fiction de Kerry Conran, Capitaine Sky et le Monde de demain, qui présente la particularité d'avoir été entièrement tourné sous fond bleu. Toujours en 2004, Angelina Jolie incarne Olympias dans Alexandre, un film biographique d'Oliver Stone centré sur la vie d'Alexandre le Grand. Le film est un échec au box-office national, Stone attribuant sa mauvaise réception à la désapprobation de la représentation de la bisexualité d'Alexandre, mais il réussit au niveau international, avec des recettes de 139 millions de dollars hors États-Unis.
Le seul film d'Angelina Jolie durant l'année 2005 est la comédie d'action Mr. et Mrs. Smith. Le film, réalisé par Doug Liman, narre l'histoire d'un couple dans lequel chacun va se rendre compte que l'autre est également tueur à gages. Angelina Jolie y joue Jane Smith, mariée à John Smith, incarné par Brad Pitt. Le film reçoit des critiques moyennes mais est généralement salué pour le jeu des deux acteurs principaux. Eric Coubard, de Brazil, écrit « peu importe les éternelles cascades, sempiternelles explosions et diverses situations irréelles, ce film marche grâce au cabotinage de Brad Pitt et à la séduction d'Angelina Jolie. » Le film recueille 478 millions de dollars à l'international, l'un des plus grands succès de l'année 2005. Elle apparaît ensuite dans un film réalisé par Robert De Niro, Raisons d'État, qui a pour sujet les débuts de la CIA vus à travers le regard d'Edward Wilson, joué par Matt Damon. Jolie y tient le rôle secondaire de Margaret Russell, la femme de Wilson, que celui-ci néglige quelque peu. Selon The Chicago Tribune, « Angelina Jolie est de plus en plus convaincante au fil du temps, et est allègrement indifférente à la façon dont son personnage fragile s'est attiré la sympathie du public. »

### Continuité (2007-2012)

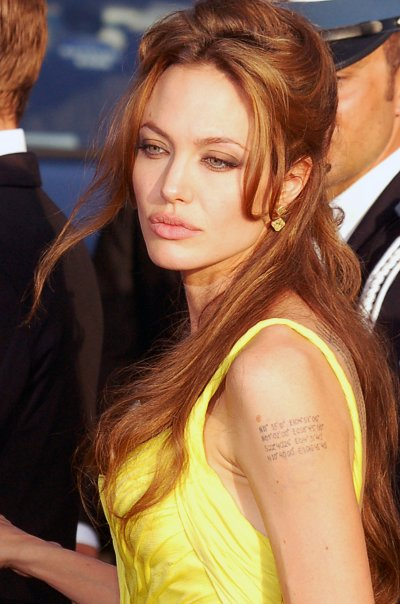
Au Festival de Cannes 2007, pour la présentation dUn cœur invaincu.

En 2007, Angelina Jolie fait ses débuts en tant que réalisatrice avec le documentaire A Place in Time, qui dépeint la vie comme elle l'est dans vingt-sept endroits autour du globe au cours d'une semaine. Le film a été projeté au Festival du film de TriBeCa et doit être distribué par la National Education Association, principalement dans les établissements d'enseignement secondaire. Angelina Jolie joue le rôle de Mariane Pearl dans Un cœur invaincu (2007), de Michael Winterbottom, un film sur l'enlèvement et le meurtre de Daniel Pearl, journaliste au The Wall Street Journal. Le film est tiré des mémoires de Mariane Pearl, A Mighty Heart, et sa première est donnée au Festival de Cannes. Il apporte à Angelina Jolie son quatrième Golden Globe Award et une troisième nomination pour un Screen Actors Guild Award. Angelina Jolie joue également la mère de Grendel dans La Légende de Beowulf (2007), qui a été créé avec la technique de capture de mouvement.
Elle joue aux côtés de James McAvoy et Morgan Freeman dans le film d'action de 2008 Wanted : Choisis ton destin, adapté du roman graphique de Mark Millar. Le film reçoit de bonnes critiques et recueille 342 millions de dollars au niveau mondial. Elle est la voix de Maître Tigresse dans le film d'animation Kung Fu Panda (2008). Avec des recettes internationales s'élevant à 632 millions de dollars, le film devient le second plus gros succès commercial d'Angelina Jolie à ce jour. La même année, elle incarne Christine Collins, le premier rôle d'un film de Clint Eastwood, L'Échange (2008), dont la première est donnée au Festival de Cannes. Il est tiré de l'histoire vraie d'une femme dans le Los Angeles de 1928 dont le fils est enlevé et qui va finalement le retrouver neuf mois plus tard — alors pensant au fond d'elle que ce n'est pas lui. Pour ce film, Angelina Jolie reçoit sa deuxième nomination pour l'Oscar de la meilleure actrice et est aussi nommée pour un British Academy Film Awards, un Screen Actors Guild Award et un Golden Globe. TéléCinéObs écrit dans sa critique du film : « le classicisme épuré d'une mise en scène qui se refuse à extorquer l'émotion ainsi que la performance d'Angelina Jolie emportent largement le morceau. »

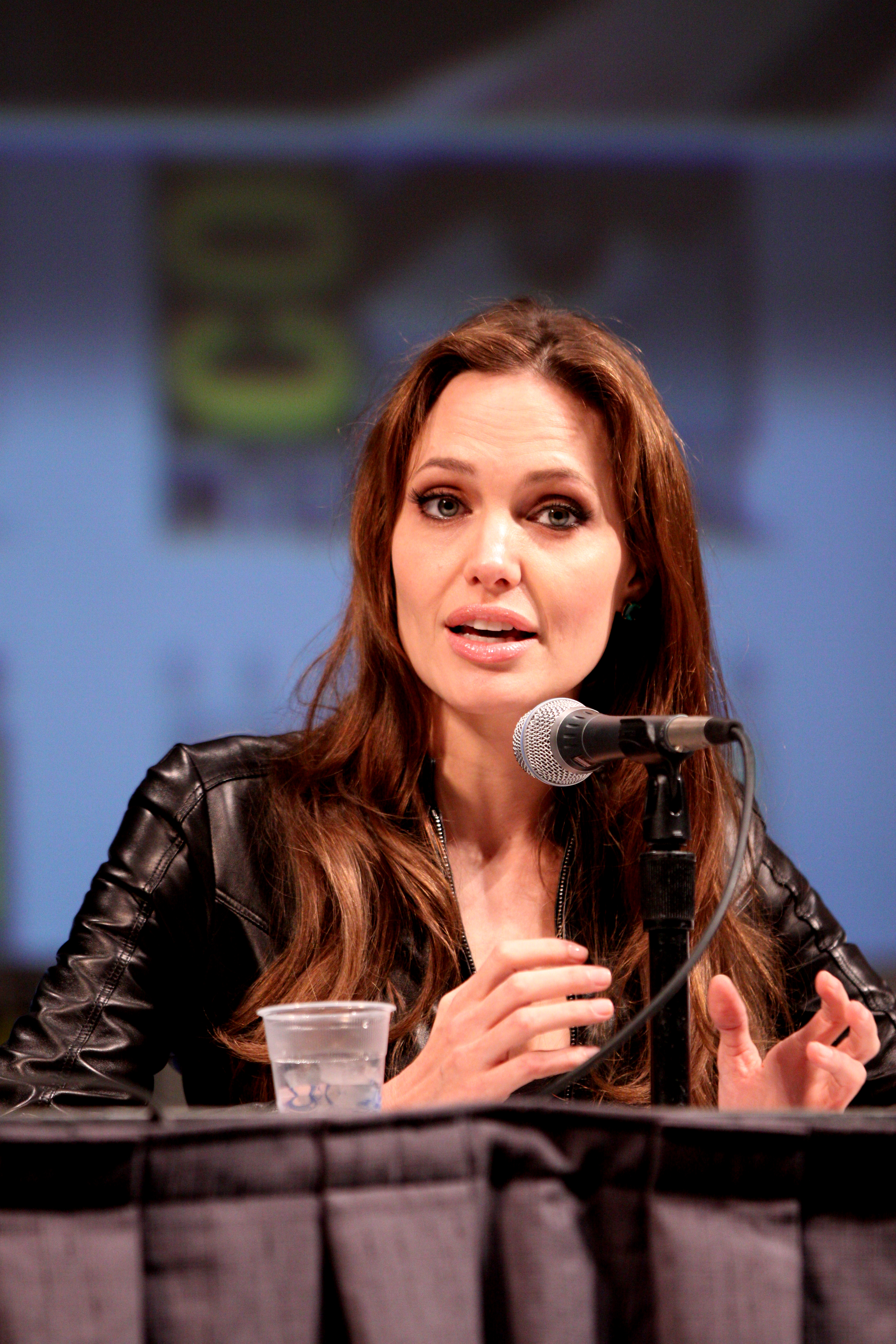
Au Comic-Con de San Diego 2010, pour la promotion de Salt.

En 2010, Angelina fait son grand retour au box-office avec deux films à succès, le premier étant Salt qui remporte plus de 335 millions de dollars au box-office mondial. Pour jouer dans ce film, Angelina a pris contact avec des femmes qui ont travaillé pour la CIA afin de lui donner des conseils pour pouvoir donner de l'intensité à son personnage. La critique salue son jeu d'actrice : « Angelina n'a pas froid aux yeux quand il faut donner de l'intensité et du réalisme à son personnage, elle nous le montre une fois de plus dans ce thriller. » Le deuxième est The Tourist, film dans lequel elle partage l'affiche avec Johnny Depp. Ce film est un vrai succès commercial avec plus de 298 millions de dollars récoltés ; il s'agit également de son quatrième meilleur film de sa carrière, le film est nommé pour trois Golden Globes dans les catégories : « meilleur film musical ou comédie », « meilleur acteur dans un film musical ou une comédie » pour Depp, « meilleure actrice dans un film musical ou une comédie » pour Jolie, gagne aussi deux prix Teen Choice Awards dans les catégories : « meilleur acteur dans un film d'action » pour Depp, « meilleure actrice dans un film d'action » pour Jolie, et est nommé pour « meilleur film d'action », il remporte également le prix People's Choice Award dans la catégorie acteur de cinéma préféré pour Depp, et deux nominations pour Jolie dans les catégories actrice de cinéma préférée et icône de cinéma préférée, et a remporté le prix RedBox Movie Award pour le film dramatique le plus loué de l'année 2011, le film est réalisé par Florian Henckel von Donnersmarck.
En 2011, Angelina prête à nouveau sa voix à la Tigresse dans le film d'animation Kung Fu Panda 2. Ce film récolte plus de 710 millions de dollars à l'international durant l'année 2012.

### Retour comme réalisatrice (2012-2017)

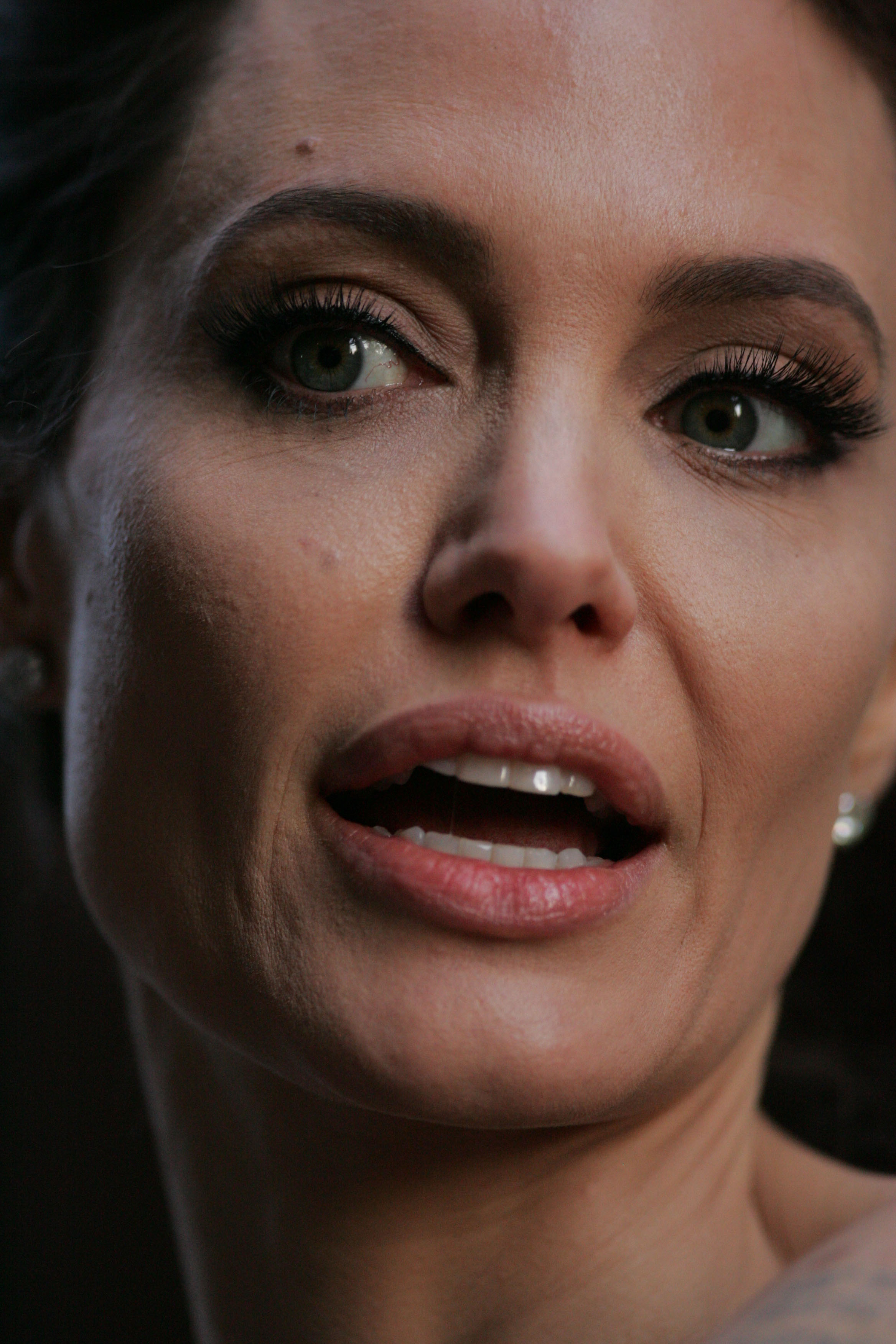
L'actrice en novembre 2014, à la première mondiale de sa deuxième réalisation, Invincible.

En 2012, elle livre son premier film en tant que scénariste et réalisatrice, intitulé Au pays du sang et du miel, une histoire d'amour sur fond de guerre de Bosnie. Les critiques sont cependant mitigées, et le film est un flop commercial, ne rapportant que 1 million de dollars contre 13 millions de budget.
En 2013, elle accepte donc de revenir à son métier d'actrice en collaborant avec les studios Disney. Elle est la tête d'affiche d'un blockbuster Disney mêlant prises de vue réelles et images de synthèse, intitulé Maléfique. Le film relate l'histoire de la méchante sorcière dans le conte La Belle au bois dormant, et qui sort le 28 mai 2014. Ce film devient le plus gros succès commercial d'Angelina Jolie et génère plus de 757 millions de dollars.
Elle peut aussitôt revenir à des projets plus personnels : en 2014, elle dévoile son second film en tant que réalisatrice, Invincible. Cette fois, elle ne signe pas le scénario, co-écrit notamment par les frères Coen et produit à Hollywood, avec un acteur anglais en tête d'affiche, Jack O'Connell. Elle reste cependant dans une histoire de guerre avec cette adaptation du livre de Laura Hillenbrand, qui s'est elle-même inspirée de la vie de Louis Zamperini. Le film, sorti le 25 décembre 2014, est un succès commercial, engrangeant 163 millions de dollars, pour un budget de 65 millions.
En 2015, elle change radicalement de registre avec Vue sur mer, où elle se met elle-même en scène, aux côtés de son compagnon à la ville, Brad Pitt, pour raconter l'histoire d'un couple américain marié durant quatorze ans, s'éloignant l'un de l'autre lors d'un séjour en France. Le film est en réalité écrit par Jolie plusieurs années auparavant et a été tourné en août 2014 par le couple hollywoodien à Malte, lors de leur lune de miel. Quatre acteurs français complètent le casting de ce huis-clos estival : Mélanie Laurent, Niels Arestrup, Melvil Poupaud et Richard Bohringer. Le film est un flop critique et commercial, ne rapportant que 3,3 millions de dollars alors qu'il en a coûté 10.
En 2017, l'actrice revient donc au film de guerre, avec D'abord, ils ont tué mon père, qu'elle réalise et co-écrit avec Loung Ung, la militante cambodgienne auteur du livre autobiographique dont le film est adapté. Cette fois, le long-métrage est mis en ligne exclusivement sur Netflix en septembre 2017, et reçoit d'excellentes critiques.

### Retour en grâce comme actrice (depuis 2019)
En 2019, Angélina Jolie met de côté pour un temps la réalisation, pour apparaître dans de nombreux projets au cinéma comme actrice. Cette année-là, elle interprète pour la seconde fois la sorcière Maléfique dans Maléfique : Le Pouvoir du mal du réalisateur norvégien Joachim Rønning. Elle y retrouve ses partenaires de jeu du premier opus dont Elle Fanning et donne la réplique à Michelle Pfeiffer et au jeune Harris Dickinson. Le film est un succès commercial mais les critiques sont plus dures.
Elle poursuit sa collaboration avec les studios Disney l'année suivante avec le film en prises de vues réelles inspirée d'une histoire vraie, Le Seul et Unique Ivan qui sort durant la pandémie de coronavirus. Elle y prête sa voix à une jeune éléphante aux côtés de Bryan Cranston, Helen Mirren et Danny DeVito. Elle joue ensuite une mère endeuillée dans une relecture des contes Alice au pays des merveilles de l'écrivain Lewis Carroll et Peter Pan du dramaturge J. M. Barrie intitulée Merveilles imaginaires aux côtés de David Oyelowo, Michael Caine et Derek Jacobi. Ces deux projets sont des échecs au cinéma.
En 2021, elle change de registre en tournant le film d'horreur Ceux qui veulent ma mort de Taylor Sheridan qui est bien accueilli lors de ses présentations en festivals et surtout Les Eternels de la réalisatrice Chloé Zhao, variation plus spirituelle de l'univers des héros Marvel Comics aux côtés de Gemma Chan, Richard Madden et de Barry Keoghan. Le film suscite des réactions contrastées aussi bien auprès du public que des critiques.
Quatre ans plus tard, le réalisateur chilien Pablo Larraín la choisit pour interpréter le rôle de la cantatrice grecque Maria Callas à l'occasion du tournage de Maria. Il s'agit de sa troisième biographie féminine après Jackie en 2016 et Spencer en 2021. Le tournage est étalé sur plusieurs mois et sur quatre pays différents : les États-Unis, la Grèce, la France et l'Italie.Elle est secondée dans le film par les apparitions des acteurs Alba Rohrwacher, Kodi Smit-McPhee et Caspar Phillipson. Alors qu'il est présenté comme les précédents, à la Mostra de Venise, Angelina Jolie est saluée par une longue standing ovation pour sa prestation. Diffusé ensuite sur Netflix, les critiques américaines sont très enthousiastes et voient en elle une candidate sérieuse à l'Oscar de la meilleure actrice pour les Oscars 2025. Pour ce rôle, tout comme Natalie Portman dans Jackie, et Kristen Stewart dans Spencer, elle décroche une nomination au Golden Globe de la meilleure actrice dans un film dramatique.

## Médiatisation

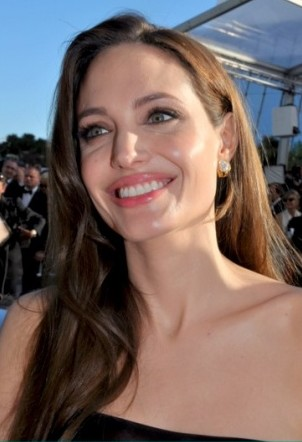
Au Festival de Cannes 2011.

Angelina Jolie est présente dans le monde des médias depuis son plus jeune âge, en raison de la célébrité de son père, l'acteur Jon Voight. À sept ans, elle fait une brève apparition dans Lookin' to Get Out, un film coécrit par son père et dans lequel celui-ci joue. Alors adolescente, elle assiste à la cérémonie des Oscars du cinéma aux côtés de son père. Cependant, quand elle commence sa carrière d'actrice, elle préfère ne pas utiliser « Voight » comme nom de scène, car elle souhaite imposer sa propre identité d'actrice. Angelina Jolie ne redoute jamais les controverses et revendique son image d'adolescente « sauvage » dans ses apparitions publiques durant les premières années de sa carrière. Au cours de son discours à la 72e cérémonie des Oscars, l'actrice déclare : « Je suis tellement amoureuse de mon frère en ce moment », ce qui, associé à son comportement affectueux envers lui le même soir, fait naître des spéculations dans les médias à sensation à propos d'une possible relation incestueuse entre son frère James Haven et elle. Elle dément ces rumeurs avec véhémence ; son frère et elle expliquent plus tard qu'après le divorce de leurs parents, ils comptaient beaucoup l'un sur l'autre comme un moyen de soutien affectif.
Angelina Jolie n'emploie pas d'agent, ni même d'agent de publicité. Elle devient rapidement omniprésente dans les tabloïds, en raison de son franc-parler au cours des interviews, où il lui arrive d'évoquer ouvertement sa vie amoureuse et son intérêt pour le BDSM, ou de déclarer être « susceptible de dormir avec une fan féminine ». Les lèvres pulpeuses d'Angelina Jolie, un des traits les plus caractéristiques de sa célébrité, attirent considérablement l'attention des médias où elle est considérée comme « le canon occidental actuel de beauté ». Elle fait les gros titres des journaux lors de son mariage avec Billy Bob Thornton, puis après pour son intérêt grandissant pour les problèmes humanitaires mondiaux. Son rôle d'ambassadrice de bonne volonté pour le Haut Commissariat des Nations unies pour les réfugiés lui permet de braquer les projecteurs sur plusieurs causes humanitaires partout dans le monde. Elle prend aussi des cours de pilotage depuis 2004, a une licence de pilote privé, et possède un avion Cirrus SR22. Les médias ont émis l'hypothèse qu'Angelina Jolie serait bouddhiste, mais elle a expliqué enseigner le bouddhisme à son fils Maddox car elle considère que cela fait partie intégrante de sa culture, n'affirmant pas ainsi de manière concluante si elle est croyante ou non. Interrogée en 2000 sur l'existence d'un Dieu, elle répond : « Pour les croyants, je l'espère. Pour ma part, je n'ai pas besoin d'un Dieu. »
Débutée en 2005, sa relation avec Brad Pitt devient l'un des événements « people » les plus commentés au monde. Après la confirmation par Angelina Jolie de sa grossesse au début de l'année 2006, un battage médiatique a eu lieu autour du couple, atteignant même, d'après Reuters dans son article The Brangelina fever (« La fièvre Brangelina »), un « point de folie ». Essayant de fuir la pression médiatique, le couple part en Namibie à l'occasion de la naissance de Shiloh, décrit comme « le bébé le plus attendu depuis Jésus-Christ ». Deux ans après, la nouvelle grossesse d'Angelina Jolie provoque une nouvelle frénésie médiatique. Pendant les deux semaines qu'elle passe dans un hôpital de bord de mer, à Nice, pour accoucher, des journalistes et des photographes campent à l'extérieur du bâtiment afin de suivre au plus près la naissance.
Angelina Jolie est une grande célébrité aux États-Unis. Selon le Q Score, en 2000, après que l'actrice a remporté l'Oscar, 31 % des Américains interrogés disent qu'elle leur est familière. En 2006, ce chiffre monte à 81 % des Américains. Angelina Jolie fait partie du Time 100, un classement des cent personnes les plus influentes aux États-Unis, en 2006 et 2008,. En 2006, elle a été désignée comme la plus belle femme du monde par le magazine People, et comme le plus grand sex-symbol de tous les temps par l'émission de la chaîne de télévision britannique Channel 4 The 100 Greatest Sex Symbols en 2007. The Hollywood Reporter classe Angelina Jolie à la première place des actrices les mieux payées en 2008, empochant en moyenne 15 millions de dollars par film. En 2009, l'actrice décroche également la première place du classement annuel Celebrity 100 établi par Forbes ; elle était auparavant classée quatorzième en 2007, et troisième en 2008.
Angelina Jolie parle couramment l'anglais et un peu le français et le russe : « Ma mère est française, ainsi le français est un peu ma langue maternelle ; je le parle souvent d'ailleurs. Quant à mes enfants, tous le parlent couramment. Sur le tournage de Salt, j'ai appris à parler russe, j'avais des coachs. Je trouve cette langue fantastique, elle est difficile mais très sensuelle, d'ailleurs quand je tournais avec Liev Schreiber, on sentait bien la sensualité de la langue. » Le 14 mai 2013, elle révèle dans une tribune du New York Times avoir subi une double mastectomie, ablation préventive des seins, après avoir appris qu'elle est porteuse d'une mutation du gène BRCA1, qui accroît le risque par rapport à la moyenne des femmes de développer un cancer du sein ou de l'ovaire,. Le 10 octobre 2014, Angelina a reçu des mains de la reine Élisabeth II une distinction civile au Royaume-Uni, à savoir le titre de dame grand-croix de l'ordre de Saint-Michel et Saint-Georges pour son combat contre les violences sexuelles faites aux femmes en temps de guerre.
En 2015, elle devient une égérie de la marque Guerlain.

## Activités publiques et engagements
Angelina Jolie devient sensible aux crises humanitaires qui sévissent dans le monde durant le tournage de Tomb Raider, au Cambodge. Elle se tourne vers le HCR pour avoir plus d'informations sur les zones en crise au niveau international.
Dans les mois qui suivent, elle visite des camps de réfugiés pour en apprendre plus sur la situation et les conditions de vie dans ces zones. En février 2001, Angelina Jolie mène sa première excursion sur le terrain, une mission de dix-huit jours en Sierra Leone et en Tanzanie ; elle déclare plus tard qu'elle est choquée par ce dont elle est témoin. Quelques mois après, elle retourne au Cambodge pendant deux semaines et rencontre ensuite des réfugiés afghans au Pakistan, où elle fait don d'un million de dollars aux réfugiés afghans, à la suite d'un appel international d'urgence du HCR. Elle insiste pour couvrir tous les frais de ses missions et partage les mêmes conditions rudimentaires de vie et de travail que les autres membres du HCR au cours de toutes ses missions. Angelina Jolie est nommée « Ambassadrice de bonne volonté » pour le HCR le 27 août 2001, au siège du HCR, à Genève.

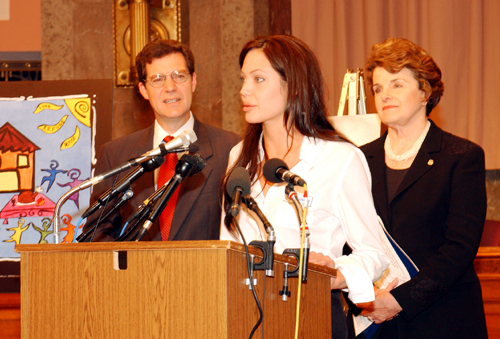
En juin 2003, faisant appel au Sénat américain en tant qu'« Ambassadrice de bonne volonté », pour une réforme de la législation concernant l'accompagnement des mineurs étrangers non-accompagnés.

Angelina Jolie se rend en mission humanitaire et rencontre des réfugiés et des déplacés internes dans plus de vingt pays. Interrogée à propos de ce qu'elle espère accomplir, elle affirme que « Consciente de la situation critique de ces populations, je pense qu'ils devraient être félicités pour leur capacité à subsister dans de telles conditions, et non être regardés de haut. » En 2002, Angelina Jolie visite le camp de réfugiés de Tham Hin en Thaïlande et rend visite aux réfugiés colombiens en Équateur. Plus tard, Angelina Jolie se rend dans plusieurs camps du HCR au Kosovo et effectue une visite dans le camp de réfugiés de Kakuma au Kenya, abritant principalement des réfugiés soudanais. Elle rencontre aussi des réfugiés angolais sur le tournage de Sans frontière, en Namibie.
En 2006, Angelina Jolie s'engage dans une mission de six jours en Tanzanie où elle se rend dans des camps de réfugiés congolais situés à la frontière occidentale du pays, et effectue une visite d'une semaine au Sri Lanka. Elle achève ensuite une mission de quatre jours en Russie, au cours de laquelle elle se rend en Ciscaucasie. Parallèlement à la sortie du film Sans frontière, l'actrice publie un ouvrage à propos de ses premières missions humanitaires (2001-2013), intitulé Notes from My Travels. Au cours d'un séjour privé en Jordanie en décembre 2005, elle tient à rencontrer les réfugiés irakiens dans le désert jordanien et, le même mois, elle se rend en Égypte pour rencontrer des réfugiés soudanais.
Angelina Jolie se rend en Arizona en 2004, pour rendre visite à des demandeurs d'asile détenus dans trois différents centres et au programme Southwest Key, un établissement pour mineurs non accompagnés à Phoenix. Elle se rend au Tchad en juin 2004 et visite des camps situés sur la frontière et abritant des réfugiés qui ont fui les combats dans la région du Darfour. Elle y retourne quatre mois plus tard, allant cette fois-ci directement vers l'ouest du Darfour. Toujours en 2004, Angelina Jolie rencontre des réfugiés afghans en Thaïlande. Au cours d'un séjour privé au Liban durant les vacances de Noël, elle visite le siège local du HCR à Beyrouth et rencontre des jeunes réfugiés et des personnes atteintes d'un cancer dans la capitale libanaise.
En 2005, Angelina Jolie visite des camps pakistanais pour réfugiés afghans et rencontre également le Président pakistanais Pervez Musharraf et son Premier ministre Shaukat Aziz ; elle retourne au Pakistan en compagnie de Brad Pitt durant le week-end de la Thanksgiving, en novembre, pour voir les suites du séisme de 2005 au Cachemire. En 2006, le couple se rend en Haïti, y visite une école soutenue par Yéle Haïti, un organisme de bienfaisance fondé par Wyclef Jean. Sur le tournage du film Un cœur invaincu, Angelina Jolie rencontre des réfugiés afghans et birmans à New Delhi. Elle passe le jour de Noël 2006 avec des réfugiés colombiens à San José, au Costa Rica, où elle distribue des cadeaux. En 2007, elle retourne au Tchad pour une mission de deux jours pour évaluer l'état d'insécurité des réfugiés du Darfour ; elle et Brad Pitt versent par la suite un million de dollars à trois organisations de secours au Tchad et au Darfour. Angelina Jolie effectue également sa première visite en Syrie et se rend une deuxième fois en Irak, où elle rencontre des réfugiés irakiens, des membres des forces multinationales et des soldats américains.

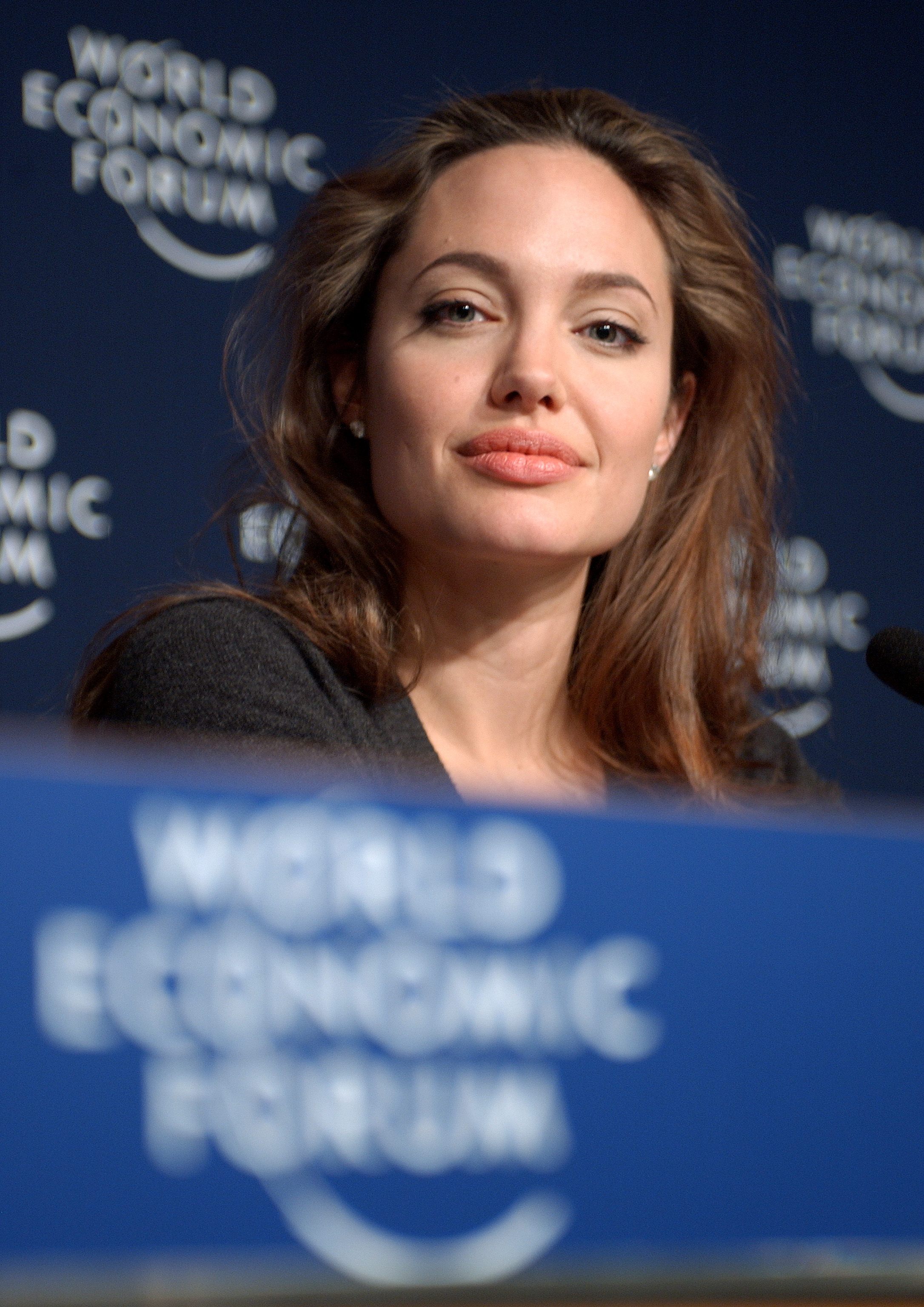
Angelina Jolie au Forum économique mondial de Davos en 2005.

Au fil du temps, Angelina Jolie s'implique de plus en plus au service des causes humanitaires sur le plan politique. Elle participe régulièrement à la Journée mondiale des réfugiés, à Washington et intervient au Forum économique mondial de Davos en 2005 et 2006. Angelina Jolie défend également les intérêts humanitaires dans la capitale américaine, où elle a rencontré des membres du Congrès plus de vingt fois depuis 2003. Elle explique dans Forbes : « Malgré mon souhait de n'avoir jamais à me rendre à Washington, c'est une façon de faire changer les choses. »
En 2005, Angelina Jolie participe au déjeuner organisé par le National Press Club, où elle annonce la fondation du National Center for Refugee and Immigrant Children, un organisme qui fournit un service gratuit d'assistance juridique aux enfants demandeurs d'asile n'ayant pas de représentation juridique. L'actrice crée cette organisation et fait don de 500 000 dollars pour ses deux premières années. Angelina Jolie fait également pression pour l'adoption de plusieurs projets de lois d'aide aux réfugiés et aux enfants démunis du Tiers Monde. Outre son engagement politique, elle se sert de son image publique pour sensibiliser la population aux causes humanitaires, grâce aux médias. Elle tourne un programme spécial pour la chaîne MTV, The Diary Of Angelina Jolie & Dr. Jeffrey Sachs in Africa, la mettant en vedette avec le célèbre économiste Jeffrey Sachs, dans un voyage vers un groupe de villages reculés à l'ouest du Kenya. En 2006, Angelina Jolie annonce la création de la Fondation Jolie/Pitt, dont les premiers dons, d'un million de dollars chacun, sont consacrés au Global Action for Children et à Médecins sans frontières. Angelina Jolie copréside également l’Education Partnership for Children of Conflict, en relation avec la Fondation Clinton, qui œuvre pour l'éducation des enfants vivant dans des pays en conflit.
Angelina Jolie bénéficie d'une grande reconnaissance pour son action humanitaire. En 2003, elle est la première récipiendaire du nouvellement créé Citizen of the World Award, attribué par l'United Nations Correspondents Association et en 2005, elle se voit décerner le Global Humanitarian Award par l'UNA-USA (United Nations Association of the United States of America). Le 12 août 2005, le roi du Cambodge, Norodom Sihamoni, accorde à la star la citoyenneté cambodgienne, en récompense à son investissement personnel pour le pays ; elle promet cinq millions de dollars pour mettre en place une réserve de la vie sauvage dans la province du nord-ouest du pays de Battambang, où elle possède elle-même une propriété. En 2007, Angelina Jolie devient membre du conseil des relations étrangères, et reçoit le prix de la Paix (Freedom Award) décerné par l'International Rescue Committee. Après avoir fait un don, avec Brad Pitt, d'un million de dollars pour aider les secours en Haïti à la suite du séisme dévastateur qui a frappé Port-au-Prince en 2010, Angelina Jolie se rend en Haïti et en République dominicaine pour y mener des discussions sur les futurs efforts de secours.
En 2013, elle se rend avec l'homme politique William Hague au Rwanda et en République démocratique du Congo et en juin 2014 au sommet mondial pour mettre fin aux violences sexuelles dans les conflits.
En 2023, pendant la guerre entre Israël et le Hamas, Angelina Jolie affiche son soutien à la population de Gaza en déclarant sur Instagram : « Gaza est une prison à ciel ouvert depuis près de deux décennies et est en train de devenir une fosse commune. 40 % des personnes tuées sont des enfants innocents. Des familles entières sont assassinées (...) C'est le bombardement délibéré d'une population piégée et qui n'a nulle part où fuir (...) En refusant d'exiger un cessez-le-feu humanitaire et en empêchant le Conseil de sécurité de l'ONU d'en imposer un aux deux parties, les dirigeants mondiaux sont complices de ces crimes » .

## Vie privée

### Relations
Le 28 mars 1996, Angelina Jolie se marie avec l'acteur britannique Jonny Lee Miller, son partenaire dans le film Hackers (1995). Au mariage, l'actrice est vêtue d'un pantalon en cuir noir et d'une chemise blanche, sur laquelle elle a écrit le nom de son époux avec son propre sang. Le couple se sépare l'année suivante et divorce ensuite le 3 février 1999. Ils restent en bons termes et Angelina Jolie déclare plus tard : « C'est une question de timing. Je pense que c'est le meilleur mari qu'une fille puisse demander. Je l'aimerai toujours, nous étions tout simplement trop jeunes. »
Durant le tournage du film Les Aiguilleurs (1999), elle rencontre l'acteur Billy Bob Thornton qu'elle épouse le 5 mai 2000. En raison de leurs fréquentes déclarations sur leur vie de couple et de leurs signes d'amour — l'un des plus célèbres étant la fiole remplie de sang de son époux accrochée autour du cou d'Angelina Jolie — leur relation est constamment évoquée dans les médias. Ils finissent par divorcer le 27 mai 2003. Interrogée à propos de leur divorce soudain, Angelina Jolie déclare : « J'ai été prise de court car, du jour au lendemain, nous avions complètement changé. Un jour, j'ai pensé qu'on n'avait plus rien en commun. C'est effrayant mais cela peut se produire quand vous êtes lié à quelqu'un alors que vous ne vous connaissez pas encore vous-même. »

#### Bisexualité
Angelina Jolie déclare dans plusieurs interviews qu'elle est bisexuelle et reconnaît depuis longtemps qu'elle a eu une relation amoureuse avec Jenny Shimizu, sa partenaire dans le film Foxfire. Elle confie : « Je me serais probablement mariée avec Jenny si je n'étais pas déjà mariée. Je suis tombée amoureuse d'elle au moment où je l'ai vue. » En 2003, à la question de savoir si elle est bisexuelle, Angelina Jolie répond « Bien sûr. Si je tombais amoureuse d'une femme demain, aurais-je l'impression que c'est normal de vouloir l'embrasser et de la toucher ? Si je tombais amoureuse d'elle ? Absolument ! Oui ! »

#### Brad Pitt
Au début de 2005, Angelina Jolie fait l'objet d'un scandale hollywoodien très médiatisé, après avoir été désignée comme la cause du divorce des acteurs Brad Pitt et Jennifer Aniston. Elle est accusée d'avoir eu une liaison avec Brad Pitt durant le tournage de Mr. et Mrs. Smith (2005). Elle dément cette rumeur à plusieurs reprises, mais avoue ensuite qu'ils sont « tombés amoureux. ». Au cours d'une interview réalisée en 2005, elle déclare : « Être intime avec un homme marié, alors que mon propre père trompait ma mère, n'est pas quelque chose que je puisse me pardonner. Je ne pourrais pas me regarder le matin dans la glace si je faisais cela. Je ne serais pas attirée par un homme qui trompe sa femme. »

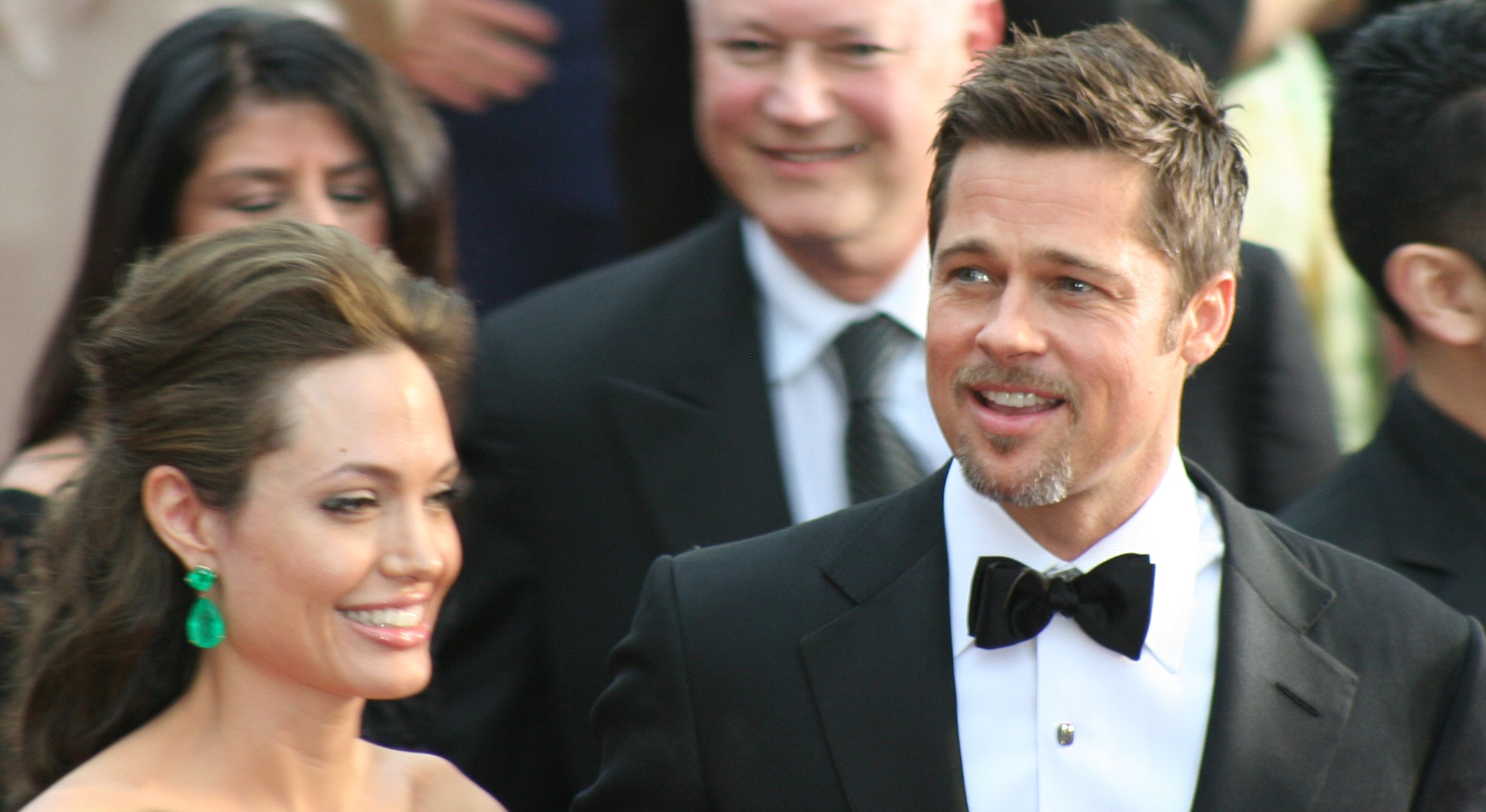
Avec Brad Pitt aux Oscars 2009.

Bien qu'Angelina Jolie et Brad Pitt n'aient jamais commenté publiquement la nature de leur relation, des spéculations continuent de courir tout au long de l'année 2005. Les premières photos intimes du couple sont réalisées par des paparazzis au mois d'avril, un mois après que Jennifer Aniston a demandé le divorce, les photos montrent Brad Pitt, Angelina Jolie et son fils Maddox sur une plage au Kenya. Durant l'été, les deux acteurs apparaissent de plus en plus souvent ensemble, et la majorité des médias les considèrent alors comme un couple, donnant à cette union le surnom « Brangelina ». Le 11 janvier 2006, Angelina Jolie confirme à People qu'elle est enceinte de Brad Pitt et confirme ainsi, pour la première fois en public, leur relation. Le couple achète en 2010 une villa en Italie, près de Valpolicella. Brad Pitt et Angelina Jolie se sont fiancés en avril 2012. La bague de fiançailles offerte par Brad à Angelina est d'une valeur de 500 000 dollars. Ils se sont mariés dans leur château de Miraval (Var, France) le 23 août 2014.
Angelina Jolie demande le divorce, le 15 septembre 2016, après onze ans de vie commune et deux ans de mariage. Elle souhaite obtenir la garde exclusive de ses six enfants. Le divorce est prononcé en avril 2019. Ils conservent néanmoins leur propriété provençale.

### Enfants
| Prénom              | Naissance        | Lieu de naissance   | Adoption       |
| Maddox Chivan       | 5 août 2001      | Cambodge            | 10 mars 2002   |
| Pax Thien           | 29 novembre 2003 | Vietnam             | 15 mars 2007   |
| Zahara Marley       | 8 janvier 2005   | Éthiopie            | 6 juillet 2005 |
| Shiloh Nouvel       | 27 mai 2006      | Swakopmund, Namibie |                |
| Knox Léon           | 12 juillet 2008  | Nice, France        |                |
| Vivienne Marcheline | 12 juillet 2008  | Nice, France        |                |

Angelina Jolie est mère de six enfants, en date de 2015.
- Le 10 mars 2002, Angelina Jolie adopte son premier enfant, âgé de 7 mois, Maddox Chivan[16]. Il est né le 5 août 2001 au Cambodge. Angelina Jolie décide d'adopter après avoir visité le Cambodge à deux reprises, pour le tournage de Tomb Raider et pour une excursion sur le terrain avec le HCR en 2001. Après son divorce de son second mari, Billy Bob Thornton, l'actrice obtient la garde exclusive de Maddox. Tout comme les autres enfants d'Angelina Jolie, Maddox acquiert une célébrité considérable et apparaît régulièrement dans la presse people[91].
- Angelina Jolie adopte une fille de 7 mois originaire d'Éthiopie, Zahara Marley, le 6 juillet 2005. Zahara est née le 8 janvier 2005. Angelina Jolie l'adopte via l'agence Wide Horizons For Children, située à Addis-Abeba. Peu après son arrivée aux États-Unis, Zahara est hospitalisée pour déshydratation et malnutrition. En 2007, différents médias affirment que sa mère biologique, Mentewabe Dawit, est vivante et voudrait récupérer sa fille. Celle-ci dément ensuite ces rumeurs et estime que Zahara a eu « beaucoup de chance » d'être adoptée par Angelina Jolie[92]. Brad Pitt est présent lorsque Angelina Jolie a signé les papiers d'adoption et recueille sa fille[45] ; plus tard, Angelina Jolie indique que Brad Pitt et elle ont pris la décision d'adopter Zahara ensemble[93]. Le 19 janvier 2006, un juge de Californie approuve la demande de Brad Pitt d'adopter légalement les deux enfants d'Angelina Jolie. Leurs noms de famille sont officiellement changés en « Jolie-Pitt[94] ».
- Angelina Jolie donne naissance à un enfant, Shiloh Nouvel, à Swakopmund, en Namibie, après un accouchement par césarienne prévue, le 27 mai 2006. Brad Pitt confirme que Shiloh aura un passeport namibien[95], et Angelina Jolie décide de vendre les premières photos de son enfant à l'agence Getty Images elle-même, plutôt que de permettre aux paparazzis de réaliser ces importantes photos. People paie plus de 4,1 millions de dollars pour les droits en Amérique du Nord, alors que le magazine britannique Hello! obtient les droits internationaux pour environ 3,5 millions de dollars[96]. Tous ces profits sont reversés à un organisme de bienfaisance dont le nom n'est pas révélé par Angelina Jolie et Brad Pitt. Le musée Madame Tussauds de New York dévoile une statue de cire de Shiloh à l'âge de deux mois ; c'est le premier bébé reconstitué en cire par Madame Tussauds[97].
- Le 15 mars 2007, Angelina Jolie adopte un garçon vietnamien âgé de 3 ans, Pax Thien[98], qui est né le 29 novembre 2003 et qui avait été abandonné à sa naissance dans un hôpital local, où il avait reçu le nom de Pham Quang Sang[99]. Angelina Jolie l'a adopté via l'orphelinat Tam Binh, à Hô Chi Minh-Ville[100]. Elle déclare que le nouveau prénom de son garçon, Pax, lui a été suggéré par sa mère avant sa mort[101].
- Après des mois de rumeurs dans la presse people, Angelina Jolie confirme qu'elle attend des jumeaux au Festival de Cannes 2008. Elle donne naissance à un garçon, Knox Léon, et une fille, Vivienne Marcheline, après un accouchement par césarienne à la polyclinique Santa Maria de Nice, en France, le 12 juillet 2008[102]. Les droits des premières images de Knox et Vivienne sont vendus conjointement à People et Hello! pour 14 millions de dollars — les photos people les plus chères jamais vendues. L'argent va dans les caisses de la Fondation Jolie-Pitt[103].

### Risque de cancer et opérations
Le 16 février 2013, à l'âge de 37 ans, Angelina Jolie a subi une double mastectomie préventive après avoir appris qu'elle avait un risque de 87 % de développer un cancer du sein en raison d'un gène BRCA1 défectueux. Sa mère, l'actrice Marcheline Bertrand, est décédée d'un cancer ovarien en 2007 à l'âge de 56 ans, tandis que sa grand-mère maternelle est morte à 45 ans d'un cancer de l'ovaire. Sa tante maternelle, Debbie Martin, qui avait le même gène BRCA1 défectueux, a été diagnostiquée d'un cancer du sein en 2004 et est morte à l'âge de 61 ans le 26 mai 2013. La mastectomie d'Angelina a abaissé ses risques de développer un cancer à moins de 5 %. Le 27 avril 2013, Angelina Jolie a subi une chirurgie reconstructive impliquant des implants.
D'après une étude du British Medical Journal, ces révélations ont été accompagnées d'une augmentation significative des dépistages du cancer du sein.
Le 24 mars 2015, à l'âge de 39 ans, elle annonce, dans une tribune publiée dans le New York Times, avoir subi une ovariectomie préventive la semaine précédente afin de réduire le risque de cancer ovarien, à la suite de la même anomalie génétique.

### Nationalité cambodgienne
L'engagement d'Angelina Jolie envers le Cambodge s'est manifesté de manière remarquable au fil des années, culminant avec l'obtention de la citoyenneté cambodgienne. Cette reconnaissance exceptionnelle a débuté en 2004, lorsque le Premier ministre de l'époque, Hun Sen, a proposé à l'actrice américaine la nationalité cambodgienne. Cette offre visait à saluer son dévouement humanitaire dans le pays, qui avait déjà une place spéciale dans son cœur en tant que terre natale de son fils adoptif, Maddox Chivan.
La concrétisation de cette proposition est survenue l'année suivante. En 2005, le roi Norodom Sihamoni a officialisé l'octroi de la citoyenneté cambodgienne à Jolie par décret royal. Cette décision a été rendue publique par Toun Siphan, alors directeur du département des relations internationales du gouvernement cambodgien, lors d'une déclaration à l'agence de presse Reuters.
Ce geste du gouvernement cambodgien souligne l'impact significatif des actions philanthropiques de Jolie dans le pays. Son implication va au-delà des frontières traditionnelles de l'aide humanitaire, englobant des initiatives de conservation environnementale, de développement rural et de préservation culturelle. La star hollywoodienne a su tisser des liens profonds avec le Cambodge, faisant de ce pays une seconde patrie et un terrain d'action privilégié pour ses œuvres caritatives.
L'obtention de la citoyenneté cambodgienne par Angelina Jolie représente un cas rare où une célébrité internationale se voit accorder une telle reconnaissance pour son engagement humanitaire. Cette démarche témoigne non seulement de l'appréciation du gouvernement cambodgien pour ses efforts, mais aussi de la volonté de Jolie de s'impliquer durablement dans le développement et le bien-être du pays.

## Tatouages

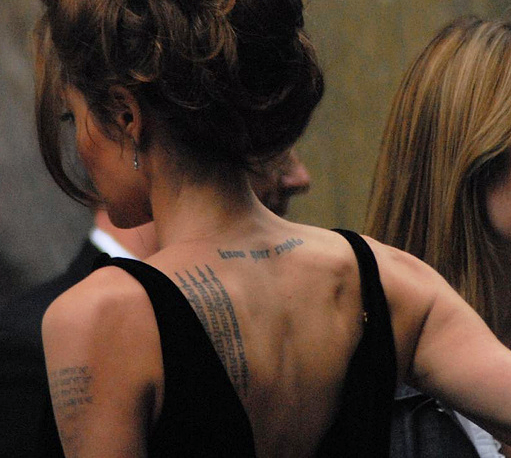
Angelina Jolie à New York avec plusieurs tatouages visibles dont quatre des cinq lignes de son tatouage yantra Ha-thaeo, en juin 2007.

Les nombreux tatouages d'Angelina Jolie attirent l'attention des médias et constituent un sujet récurrent dans les interviews de la célébrité. Bien qu'elle ne soit pas opposée aux scènes de nudité au cinéma, le grand nombre de tatouages sur son corps contraint les cinéastes à faire preuve de créativité dans les scènes d'amour. Des produits cosmétiques sont utilisés pour masquer ses tatouages dans beaucoup des productions où elle joue.
Angelina Jolie a actuellement treize tatouages connus, dont la citation de Tennessee Williams « A prayer for the wild at heart, kept in cages » (« Une prière pour les cœurs à vifs tenus en cage »), qu'elle a fait avec sa mère, une phrase en arabe : « العزيمة » (« La force de la volonté »), le proverbe latin « quod me nutrit me destruit » (« Ce qui me nourrit me détruit ») et un tatouage yantra en khmer pour son fils Maddox. Elle s'est fait tatouer deux tatouages yantra : un yantra Ha-thaeo (ห้าแถว ; traduction : cinq rangées, cinq lignes) derrière son épaule gauche en 2003, après que son tatoueur Ajarn Noo Kanpai lui a rappelé que cela implique d'être une bonne personne, de respecter ses parents, d'adopter une existence honnête et de cultiver les quatre brahmavihara ; puis un yantra beaucoup plus grand et puissant, un Yan Phraya Seua Khrong Liaw Lang (traduction : le tigre royal regardant en arrière) représentant un tigre du Bengale sur le bas de son dos en 2004 pour célébrer l'acquisition de la citoyenneté cambodgienne,.
Elle a également sept séries de coordonnées géographiques sur la partie supérieure de son bras gauche, mentionnant les lieux de naissance de ses enfants et — d'après les magazines people — de son époux,. Au fil du temps, Angelina Jolie a masqué et retiré plusieurs de ses tatouages, dont « Billy Bob », le nom de son ancien mari Billy Bob Thornton, un caractère chinois pour la mort (死), et une fenêtre sur le bas de son dos ; elle s'est expliquée quant au retrait de ce tatouage en déclarant qu'alors qu'elle passait tout son temps à regarder par la fenêtre en souhaitant être à l'extérieur, elle vit maintenant là-bas tout le temps.

## Filmographie

### Actrice

#### Cinéma

##### Longs métrages
- 1982 : Lookin' to Get Out de Hal Ashby : Tosh Warner
- 1993 : Glass Shadow (Cyborg 2) de Michael Schroeder : Casella « Cash » Reese
- 1995 : Hackers de Iain Softley : Kate « Acid Burn » Libby
- 1995 : Without Evidence de Gill Dennis : Jodie Swearingen
- 1996 : Love Is All There Is de Joseph Bologna et Renée Taylor : Gina Malacici
- 1996 : Foxfire de Annette Haywood-Carter : Margret « Legs » Sadovsky
- 1996 : Mojave Moon de Kevin Dowling : Eleanor « Elie » Rigby
- 1997 : Le Damné (Playing God) de Andrew Wilson : Claire
- 1998 : Urban Jungle (Hell's Kitchen) de Tony Cinciripini : Gloria McNeary
- 1998 : La Carte du cœur (Playing by Heart) de Willard Carroll : Joan
- 1999 : Les Aiguilleurs (Pushing Tin) de Mike Newell : Mary Bell
- 1999 : Bone Collector (The Bone Collector) de Phillip Noyce : Amelia Donaghy
- 1999 : Une vie volée (Girl, Interrupted) de James Mangold : Lisa Rowe
- 2000 : 60 secondes chrono (Gone In 60 Seconds) de Dominic Sena : Sara « Sway » Wayland
- 2001 : Lara Croft: Tomb Raider de Simon West : Lara Croft
- 2001 : Péché originel (Original Sin) de Michael Cristofer : Julia Russell
- 2002 : 7 jours et une vie (Life or Something Like It) de Stephen Herek : Lanie Kerrigan
- 2003 : Lara Croft : Tomb Raider, le berceau de la vie (Lara Croft Tomb Raider: The Cradle of Life) de Jan de Bont : Lara Croft
- 2003 : Sans frontière (Beyond Borders) de Martin Campbell : Sarah Jordan
- 2004 : Taking Lives : Destins violés (Taking Lives) de D. J. Caruso : Illeana Scott
- 2004 : Capitaine Sky et le Monde de demain (Sky Captain and the World of Tomorrow) de Kerry Condon : Francesca « Franky » Cook
- 2004 : Alexandre (Alexander) de Oliver Stone : Olympias
- 2005 : Mr. et Mrs. Smith (Mr. & Mrs. Smith) de Doug Liman : Jane Smith
- 2006 : Raisons d'État (The Good Shepherd) de Robert De Niro : Margaret Russell
- 2007 : Un cœur invaincu (A Mighty Heart) de Michael Winterbottom : Mariane Pearl
- 2007 : La Légende de Beowulf (Beowulf) de Robert Zemeckis : la mère de Grendel
- 2008 : L'Échange (Changeling) de Clint Eastwood : Christine Collins
- 2008 : Wanted : Choisis ton destin (Wanted) de Timur Bekmambetov : Fox
- 2010 : Salt de Phillip Noyce : Evelyn Salt
- 2010 : The Tourist de Florian Henckel von Donnersmarck : Elise Ward
- 2014 : Maléfique (Maleficent) de Robert Stromberg : Maléfique
- 2015 : Vue sur mer (By the Sea) de elle-même : Vanessa
- 2019 : Maléfique : Le Pouvoir du mal (Maleficent: Mistress of Evil) de Joachim Rønning : Maléfique
- 2020 : Le Seul et Unique Ivan  de Thea Sharrock : Stella (voix)
- 2020 : Merveilles imaginaires (Come Away) de Brenda Chapman : Rose Littleton
- 2021 : Ceux qui veulent ma mort (Those Who Wish Me Dead) de Taylor Sheridan : Hannah Faber
- 2021 : Les Éternels (Eternals) de Chloé Zhao : Théna
- 2024 : Maria de Pablo Larraín : Maria Callas
- 2025 : Stitches d’Alice Winocour

##### Courts métrages
- 1993 : Angela & Viril de Steven Shainberg : Angela
- 1993 : Alice & Viril de Steven Shainberg : Alice
- 2017 : Mon Guerlain: Notes of a Woman de Terrence Malick

#### Télévision

##### Téléfilms
- 1997 : Sœurs de cœur (True Women) de Karen Arthur : Georgia Virginia Lawshe Woods
- 1997 : George Wallace de John Frankenheimer : Cornelia Wallace
- 1998 : Anatomie d'un top model / Femme de rêve (Gia) de Michael Cristofer : Gia Carangi

##### Clips vidéos
- 1990 : Antonello Venditti: Alta marea de Stefano Salvati
- 1993 : The Lemonheads: It's About Time
- 1994 : Meat Loaf : Rock'n'roll Dreams come through de Michael Bay
- 1997 : The Rolling Stones: Anybody Seen My Baby? de Samuel Bayer
- 2003 : Korn: Did My Time de Dave Meyers

#### Doublage de films d'animation
- 2004 : Gang de requins (Shark Tale) de Éric Bergeron, Vicky Jenson et Rob Letterman : Lola (voix)
- 2008 : Kung Fu Panda de Mark Osborne et John Stevenson : Maître Tigresse (voix)
- 2010 : Kung Fu Panda : Bonnes Fêtes (Kung Fu Panda Holiday) de Tim Johnson : Maître Tigresse (voix)
- 2011 : Kung Fu Panda 2 de Jennifer Yuh Nelson : Maître Tigresse (voix)
- 2016 : Kung Fu Panda 3 de Jennifer Yuh Nelson et Alessandro Carloni : Maître Tigresse (voix)

### Réalisatrice
- 2007 : A Place in Time, documentaire
- 2012 : Au pays du sang et du miel (In The Land of Blood and Honey) (également scénariste)
- 2014 : Invincible (Unbroken)
- 2015 : Vue sur mer (By the sea) (également scénariste)
- 2017 : D'abord, ils ont tué mon père (First They Killed My Father) (également scénariste)
- 2024 : Without Blood (également scénariste)

### Productrice
- 2005 : Lovesick de Sam B. Lorn
- 2005 : Trudell (en) (documentaire) de Heather Rae
- 2012 : Au pays du sang et du miel (In the Land of Blood and Honey) d'elle-même
- 2014 : Invincible (Unbroken) d'elle-même
- 2015 : Vue sur mer (By the Sea) d'elle-même
- 2018 : Parvana, une enfance en Afghanistan (Parvana) de Nora Twomey
- 2024 : Without Blood d'elle-même

## Distinctions

### Récompenses
| Année | Récompense                                | Catégorie                                                                          | Film |
| ----- | ----------------------------------------- | ---------------------------------------------------------------------------------- | --- |
| 1998  | Golden Globe                              | Meilleure actrice dans un second rôle dans une série, une minisérie ou un téléfilm | George Wallace                                                                                                   |
| 1998  | National Board of Review Award            | Meilleure révélation féminine                                                      | La Carte du cœur                                                                                                 |
| 1999  | Golden Globe                              | Meilleure actrice dans une minisérie ou un téléfilm                                | Femme de rêve |
| 1999  | Screen Actors Guild Awards                | Meilleure actrice dans un téléfilm ou dans une minisérie                           | Femme de rêve |
| 2000  | Golden Globe                              | Meilleure actrice dans un second rôle                                              | Une vie volée |
| 2000  | Screen Actors Guild Award                 | Meilleure actrice dans un second rôle                                              | Une vie volée |
| 2000  | Oscars du cinéma                          | Meilleure actrice dans un second rôle                                              | Une vie volée |
| 2004  | People's Choice Award                     | Favourite Female Action Star                                                       | Capitaine Sky et le Monde de demain                                                                              |
| 2011  | Producers Guild of America Awards         | The Stanley Kramer Award                                                           | Au pays du sang et du miel                                                                                       |
| 2011  | Festival du film de Sarajevo              | Heart of Sarajevo honorary award                                                   | Au pays du sang et du miel                                                                                       |
| 2012  | NAACP Image Awards                        | Meilleur film étranger                                                             | Au pays du sang et du miel                                                                                       |
| 2012  | Teen Choice Award                         | Meilleure actrice dans un film d'action                                            | The Tourist |
| 2013  | Alliance of Women Film Journalists Awards | AWFJ Award For Humanitarian Activism - Female Icon Award                           | « pour la poursuite de ses engagements humanitaires et avoir remis le cancer du sein sur le devant de la scène » |
| 2024  | Tony Awards                               | Meilleure comédie musicale                                                         | Les Outsiders |

### Nominations
| Année | Récompense                                                   | Catégorie                                                               | Film                       |
| ----- | ------------------------------------------------------------ | ----------------------------------------------------------------------- | -------------------------- |
| 1998  | Emmy Awards                                                  | Meilleure actrice dans un second rôle dans une minisérie ou un téléfilm | George Wallace             |
| 1999  | Emmy Awards                                                  | Meilleure actrice dans une minisérie ou un téléfilm                     | Femme de rêve              |
| 2008  | Golden Globe                                                 | Meilleure actrice dans un film dramatique                               | Un cœur invaincu           |
| 2008  | Screen Actors Guild Awards                                   | Meilleure actrice dans un premier rôle                                  | Un cœur invaincu           |
| 2009  | Golden Globe                                                 | Meilleure actrice dans un film dramatique                               | L'Échange                  |
| 2009  | Screen Actors Guild Awards                                   | Meilleure actrice dans un premier rôle                                  | L'Échange                  |
| 2009  | British Academy Film Awards                                  | Meilleure actrice dans un rôle rôle                                     | L'Échange                  |
| 2012  | Golden Globe du meilleur film en langue étrangère            | Meilleur réalisateur                                                    | Au pays du sang et du miel |
| 2024  | Golden Globe de la meilleure actrice dans un film dramatique |                                                                         |                            |

## Voix francophones
En version française, Françoise Cadol est la voix régulière d'Angelina Jolie depuis Lara Croft: Tomb Raider, en 2001. Elle l'a ensuite notamment doublée dans Mr et Mrs Smith, Un cœur invaincu, L'Échange, Salt, etc. Occasionnellement, Marjorie Frantz l'a également doublée à trois reprises (La Carte du cœur, Péché originel et La Légende de Beowulf) et Annie Milon a été sa voix lors de deux films en 1999 (Bone Collector et Une vie volée). Par ailleurs, Marie Gillain est la voix de l'actrice pour la série de films Kung Fu Panda.
En version québécoise, Hélène Mondoux est la voix régulière de l'actrice (dont Vol à vue, Lara Croft Tomb Raider : Le Film, Monsieur et Madame Smith, L'Échange, Le Touriste, etc.). Occasionnellement, Anne Dorval l'a également doublée à deux reprises dans Dans l'enfer du ghetto, Couples à la dérive.
Versions françaises
- Françoise Cadol dans Lara Croft: Tomb Raider, Mr et Mrs Smith, Un cœur invaincu, L'Échange, Salt[118],[119], etc.
- Marjorie Frantz dans La Carte du cœur, Péché originel, La Légende de Beowulf[118],[119]
- Marie Gillain dans la série de films Kung Fu Panda[119] (voix)

Versions québécoises
Note : La liste indique les titres québécois.
- Hélène Mondoux dans Vol à vue, Lara Croft Tomb Raider : Le Film, Monsieur et Madame Smith, L'Échange, Le Touriste[120], etc.
- Anne Dorval dans Dans l'enfer du ghetto et Couples à la dérive[120]

## Publication
- 2021 : Know Your Rights and Claim Them, Angelina Jolie et  Geraldine Van Bueren pour Amnesty International livre sur les droits de l'enfant à destination du jeune public[121].